# ديف روش
ديف روش (بالإنجليزية: Dave Roche)‏ هو لاعب هوكي الجليد أمريكي، ولد في 13 يونيو 1975 في لندسي ‏ في كندا.

## وصلات خارجية
- ديف روش على موقع دوري الهوكي الوطني (الإنجليزية)
- ديف روش على موقع قاعة مشاهير الهوكي (لاعب أن.إتش.أل) (الإنجليزية)
- ديف روش على موقع EliteProspects.com (الإنجليزية)
- ديف روش على موقع HockeyDB.com (الإنجليزية)
- ديف روش على موقع Hockey-Reference.com (الإنجليزية)